# Tomoharu Ushida
Pour les articles homonymes, voir Ushida.
 (décembre 2021).
La mise en forme du texte ne suit pas les recommandations de Wikipédia : il faut le « wikifier ».
Les points d'amélioration suivants sont les cas les plus fréquents. Le détail des points à revoir est peut-être précisé sur la page de discussion.
- Les titres sont pré-formatés par le logiciel. Ils ne sont ni en capitales, ni en gras.
- Le texte ne doit pas être écrit en capitales (les noms de famille non plus), ni en gras, ni en italique, ni en « petit »…
- Le gras n'est utilisé que pour surligner le titre de l'article dans l'introduction, une seule fois.
- L'italique est rarement utilisé : mots en langue étrangère, titres d'œuvres, noms de bateaux, etc.
- Les citations ne sont pas en italique mais en corps de texte normal. Elles sont entourées par des guillemets français : « et ».
- Les listes à puces sont à éviter, des paragraphes rédigés étant largement préférés. Les tableaux sont à réserver à la présentation de données structurées (résultats, etc.).
- Les appels de note de bas de page (petits chiffres en exposant, introduits par l'outil «  Source ») sont à placer entre la fin de phrase et le point final[comme ça].
- Les liens internes (vers d'autres articles de Wikipédia) sont à choisir avec parcimonie. Créez des liens vers des articles approfondissant le sujet. Les termes génériques sans rapport avec le sujet sont à éviter, ainsi que les répétitions de liens vers un même terme.
- Les liens externes sont à placer uniquement dans une section « Liens externes », à la fin de l'article. Ces liens sont à choisir avec parcimonie suivant les règles définies. Si un lien sert de source à l'article, son insertion dans le texte est à faire par les notes de bas de page.
- La présentation des références doit suivre les conventions bibliographiques. Il est recommandé d'utiliser les modèles {{Ouvrage}}, {{Chapitre}}, {{Article}}, {{Lien web}} et/ou {{Bibliographie}}. Le mode d'édition visuel peut mettre en forme automatiquement les références.
- Insérer une infobox (cadre d'informations à droite) n'est pas obligatoire pour parachever la mise en page.

Pour une aide détaillée, merci de consulter Aide:Wikification.
Si vous pensez que ces points ont été résolus, vous pouvez retirer ce bandeau et améliorer la mise en forme d'un autre article.
Tomoharu Ushida (牛田 智大, Ushida Tomoharu, 16 octobre 1999 ) est un pianiste japonais.

## Biographie
Né dans la ville d'Iwaki, élevé dans la ville de Nagoya, Préfecture d'Aichi. Peu de temps après sa naissance, il a déménagé à Shanghai avec sa famille en raison du travail de son père. Quand il est entré à l'école primaire, il est retourné au Japon  et a déménagé à Nagoya City, préfecture d'Aichi ou il a été diplômé de l'école élémentaire Sasajima à Nagoya City. Il jouait du piano électronique comme jouet depuis l'âge de 1 an, mais quand il avait 3 ans, il a été absorbé par le visionnage d'un DVD contenant les performances de Lang Lang et Yundi Li, et il a commencé à apprendre à jouer du piano. Depuis l'âge de 13 ans, il a étudié au Conservatoire de Moscou sous la direction de Yuri Slesarev et de Vladimir Pavlovich Ovchinnikov. 
En mars 2012, au plus jeune de 12 ans en tant que pianiste classique japonais, il a fait sortir son premier album «Liebesträume» chez Universal Classics et a gagné en popularité. En juillet de la même année, il a fait son premier récital à l'Opéra de Tokyo. Depuis lors, il a donné des concerts énergiques dans tout le Japon. À partir de septembre 2013, ses programmes des récitals ont été entre autres les œuvres de Chopin et de Liszt.
En 2014, il a partagé la vedette pour la première fois avec des artistes étrangers (chef d'orchestre Stephan Vlader, Vienna Kammer Orchestra). En 2015, il a partagé la vedette au Japon avec l'Orchestre National de Russie dirigé par Mikhail Pletnev et l'Orchestre Philharmonique National de Varsovie dirigé par Jacek Kaspsik en 2018.

## Prix
- 2008 - 9e Concours International de Piano Chopin en ASIE, département 6-7 ans, 1re place [5]
- 2009 - 10e Concours International de Piano Chopin en ASIE, concert division A, 1re place (le plus jeune dans l'histoire du département des tournois) [6]
- 2010 - 11e Concours International de Piano Chopin en ASIE, département 8-9 ans, 1re place [7]
- 2011 - 12e Concours International de Piano Chopin en ASIE, concerto division B, première place (département concours le plus jeune) [8]
- 2012 - 13e Concours International de Piano Chopin en ASIE, concerto division C, première place (département concours le plus jeune) [9]
- 2018 - Le 10e Concours International de Piano Hamamatsu, 2e Place, Prix du Public, Prix du Maire de Varsovie [10]

## Discographie[11]
| Disques                                        | Lancer            | Maison de disques     | Nombre                |
| ---------------------------------------------- | ----------------- | --------------------- | --------------------- |
| Liebesträume ~ Tomoharu Ushida fait ses débuts | 14 mars 2012      | Universal Music Japon | UCCY-9012 / UCCY-1023 |
| Souvenirs                                      | 22 août 2012      | Universal Music Japon | UCCY-9015 / UCCY-1026 |
| Dédicace-Liste & Chefs-d'œuvre de Chopin       | 19 juin 2013      | Universal Music Japon | UCCY-9018 / UCCY-1030 |
| Träumerei                                      | 2 juillet 2014    | Universal Music Japon | UCCY-9019 / UCCY-1039 |
| Liebesfreud                                    | 24 juin 2015      | Universal Music Japon | UCCY-9024 / UCCY-1056 |
| Tableaux d'une exposition                      | 14 septembre 2016 | Universal Music Japon | UCCY-1069 /           |
| Chopin : Ballade no 1 et 24 Préludes           | 20 mars 2019      | Universal Music Japon | UCCY-1096 /           |